# Wang Yuanyuan
Wang Yuanyuan (chiń. 王園元; ur. 16 listopada 1977)) – chiński zapaśnik w stylu wolnym. Olimpijczyk z Aten 2004, gdzie zajął szóste miejsce w kategorii 96 kg.
Zajął 29 miejsce na mistrzostwach świata w 2003. Czwarty na igrzyskach azjatyckich w 2002 i szósty w 2006. Piąte miejsca na mistrzostwach Azji w 2008 i 2011 roku.